# ABBA Voyage
ABBA Voyage é um concerto de residência em Londres do grupo pop sueco ABBA. Os concertos apresentam o ABBA como avatares virtuais (apelidados de 'ABBAtars'), retratando o grupo com mesmo visual que eles tinham em 1979. Os shows são realizados em um local especialmente construído no Parque Olímpico Rainha Isabel, oficialmente chamado "ABBA Arena".
As versões digitais do ABBA foram criadas a partir de técnicas de captura de movimento com os quatro membros da banda, pela equipe da Industrial Light & Magic, uma empresa fundada por George Lucas, naquela que é a primeira incursão da companhia na música.
O show do ABBA Voyage é realizado com a ajuda dos produtores Svana Gisla e Ludvig Andersson, do diretor Baillie Walsh, do co-produtor executivo Johan Renck, do coreógrafo Wayne McGregor e uma banda ao vivo.

## Repertório
1 - The Visitors
2 - Hole In Your Soul
3 - S.O.S
4 - Knowing Me, Knowing You
5 - Chiquitita
6 - Fernando
7 - Mamma Mia
8 - Does Your Mother You Know
9 - Eagle
10 - Lay All Your Love on Me
11 - Summer Night City
12 - Gimme! Gimme! Gimme! (A Man After Midnight)
13 - Voulez-Vous
14 - When All Is Said And Done
15 - Don't Shut Me Down
16 - I Still Have Faith in You
17 - Waterloo
18 - Thank You For The Music
19 - Dancing Queen
20 - The Winner Takes It All
21 - I Wonder (Departure) (instrumental)

## Antecedentes
Os ABBA tinham se separado não oficialmente em 1982, e apesar do interesse renovado pela banda a partir da década de 1990, após o êxito mundial de seu álbum de maiores sucessos ABBA Gold, o musical Mamma Mia! e o filme subsequente de mesmo nome, os membros rejeitaram voltar aos palcos. Em 2000, recusaram uma proposta de 1 bilhão de dólares para se apresentar novamente em turnê. Em 2008, Björn Ulvaeus disse ao The Daily Telegraph, "Nunca mais vamos tocar. Queremos que as pessoas se lembrem da nossa juventude exuberante e ambiciosa" e repetiu a declaração em uma entrevista em 2014, enquanto promovia a publicação do ABBA: The Official Photo Book.
Em setembro de 2017, Benny Andersson disse ao jornal sueco Expressen que havia planos para o ABBA fazer uma turnê "virtualmente", usando avatares digitais do grupo. Mais tarde, ele disse à BBC que a ideia foi proposta à banda por Simon Fuller. O conceito originou-se através do espetáculo Elvis: The Concert na década de 1990, quando imagens de videoclipes antigos de Elvis Presley cantando era acompanhado por uma banda ao vivo. Em abril de 2018, o grupo declarou em um comunicado que durante os preparativos para a turnê, eles haviam se reunido em estúdio para a gravação de duas novas canções, intituladas "I Still Have Faith in You" e "Don't Shut Me Down".
Em 26 de agosto de 2021, o site "ABBA Voyage" foi lançado, indicando o anúncio de um novo projeto uma semana depois. Em 2 de setembro de 2021, uma coletiva de imprensa transmitida globalmente do Queen Elizabeth Olympic Park, no leste de Londres, confirmou que os shows virtuais aconteceriam em Londres a partir de 27 de maio de 2022. Além disso, foi anunciado que um novo álbum do ABBA, Voyage, seria lançado em 5 de novembro. O disco contaria com dez canções, incluindo as anunciadas anteriormente. Os concertos contarão com uma banda ao vivo tocando ao lado de avatares do grupo, apresentando 22 canções. A banda de 10 integrantes inclui o ex-membro do Klaxons, James Righton e Little Boots.

## ABBAtars
Os membros do ABBA usaram trajes especiais como parte do processo de desenvolvimento e foram filmados com 160 câmeras que os captaram em formato digital, com gráficos posteriormente adicionados pela Industrial Light & Magic. No palco, eles são acompanhados por uma banda ao vivo e com trajes especialmente desenhados para o concerto por Dolce & Gabbana, Manish Arora, Erevos Aether, Michael Schmidt e Terry de Havilland (calçado).